# Dorotheea Petre
Dorotheea Petre (n. 9 ianuarie 1981, București, România) este o actriță română de teatru, voce și film.

## Studii
Petre a absolvit Colegiul Pedagogic „Constantin Brătescu” din Constanța, după care a profesat timp de un an ca educatoare. A fost admisă în Universitatea Națională de Teatru și Film „I.L. Caragiale” din București în toamna anului 2002 și a absolvit în 2006.

## Activitate
În 2004 a participat la un casting pentru lung-metrajul de debut al regizoarei Ruxandra Zenide, Ryna, obținând rolul principal. La filmări, actrița îl cunoaște pe Cătălin Mitulescu, producător al filmului; Mitulescu o va invita să joace unul dintre rolurile din filmul Cum mi-am petrecut sfârșitul lumii, propunere care se materializează în vara anului 2005. Actrița câștigă premiul pentru cel mai bun rol feminin la secțiunea Un Certain Regard a Festivalului de la Cannes din anul următor.

## Filmografie
- Ryna (2005) – Ryna